# Metán
A metán egy telített szénhidrogén, az alkánok (paraffinok) homológ sorának első tagja. Összegképlete CH4, szerkezete: a központi atom, a C-atom körül a ligandumok, a H-atomok tetraéderesen helyezkednek el. A C-H kötésszög 109,5 fokos. A molekulában 4 szigma-kötés található.

## Fizikai tulajdonságai
Színtelen, szagtalan gáz. A metán apoláris molekula, mivel a ligandumok azonosak, és a központi atomon nincs nemkötő elektronpár. Molekularácsban kristályosodik, halmazában gyenge diszperziós kölcsönhatás lép fel. Apoláris oldószerekben jól oldódik. Vízben légköri nyomáson alig oldódik, de nyomás alatt klatrát típusú vegyületet, metán-hidrátot képez. Alacsony olvadás- és forráspontú anyag a gyenge kötőerők miatt. A levegőnél kisebb sűrűségű, ezért felfelé száll, szájával lefelé fordított kémcsőben lehet felfogni. Levegővel robbanóelegyet alkot (sújtólég). A metán a legredukáltabb szénvegyület.

## Kémiai tulajdonságok
A metán gyúlékony vegyület. Tökéletes égésének egyenlete (a valóságban tökéletes égés soha nem jön létre):
CH4 + 2 O2 = CO2 + 2 H2O
Klórral szobahőmérsékleten sötétben nem reagál, de 300 °C hőmérsékleten vagy UV-sugárzás hatására beindul a reakció (gyökös (SR) láncreakció).
CH4 + Cl2 = CH3· (metilgyök) + Cl· + HCl (→klórmetán)
CH4 + 2 Cl2 = ·CH2·(metiléngyök) + 2Cl· + 2HCl (→diklórmetán)
CH4 + 3 Cl2 = :CH· (metingyök) + 3Cl· + 3 HCl (→triklórmetán)
CH4 + 4 Cl2 = :C: + 4 Cl· + 4 HCl (→tetraklórmetán)
A többi halogénnel (X = F, Br, I) is reagál:
CH4 + X2 → CH3X +HX
Kénnel magas hőfokon (6-700 °C), alumínium-oxid katalizátor jelenlétében szén-diszulfid és kén-hidrogén keletkezik:
2 CH4 + S8 → 2 CS2 + 4 H2S
Ipari szempontból fontos reakciója a vízgőzzel való reakció (Ni katalizátor és magas hőmérséklet):
CH4 + H2O(g) = CO + 3 H2
A CO-H2 bármilyen arányú elegye a szintézisgáz.

## Előfordulás, előállítás
A metán a földgáz fő alkotórésze, előfordul még kisebb mennyiségben a kőolajban is. Keletkezhet állati és növényi részek rothadásakor. A metanogén baktériumok tevékenységének eredményeképpen fejlődő mocsárgáz is jelentős metántartalmú gázelegy. Gyakran öngyulladó foszfor-hidrogén is van benne, így a keletkező metán is meggyullad: ez a lidércfény. Előfordul még a szénbányákban, a metán okozza a sújtólégrobbanást.
Előállítható laboratóriumban az ecetsav dekarboxilezésével, hevítéssel:
CH3COOH + 2 NaOH = Na2CO3 + CH4 + H2O

## Éghajlat-módosító szerepe
A metán a természetben is előforduló üvegházhatású gáz, amely főként a szerves anyagok rothadási folyamataiból eredhet. A legnagyobb veszélyforrást ebben az esetben az olvadó tundraövezetek mocsári és lápterületeinek kibocsátása jelentik. Az emberi tevékenység nyomán az energiaszektor, a mezőgazdaság (rizstermesztés, állattenyésztés), a hulladékgazdálkodás és szennyvízkezelés révén jut a legtöbb metán a légkörbe, de a kőolaj- és földgáz-kitermelés során, valamint a földgázszállító csővezetékek repedéseiből származó metánmennyiség is fokozza a felmelegedést. Nagyjából 20%-ban felelős a napjainkban tapasztalható éghajlatváltozásért, a globális felmelegedésért.
A metánkibocsátással és a klímaváltozásra gyakorolt hatásával kapcsolatban több kutatás is zajlik. Ezek közt kiemelkednek a tengerek és óceánok metánkibocsátásáról és tárolásáról folyó kutatások. Például orosz kutatók a Jeges-tengeren egy 26 ezer négyzetkilométernyi területén több mint száz jelentős metánbuborék-kiáramlást fedeztek fel, amely éghajlat-módosító hatását jelentősnek értékelték.

## Felhasználás
Égése erősen exoterm reakció, így fűtésre használják. Vízgőzzel való reakciójakor (1000 °C, nikkel katalizátor jelenlétében) keletkezik a szintézisgáz (CO és H2 bármilyen arányú elegye), melyből sok fontos szerves vegyületet pl. metanolt állíthatnak elő, ezért fontos vegyipari alapanyag.